# Oto Agripino Maia
Oto Agripino Maia (* 6. April 1943 in Mossoró) ist ein ehemaliger brasilianischer Diplomat.

## Leben
Maia ist der Sohn von Teresa Tavares Maia und Tarcísio de Vasconcellos. Er absolvierte am 8. Januar 1965 den Curso Preparatório à Carreira Diplomática des Rio-Branco-Institutes und wurde am 8. März 1967 zum Gesandtschaftssekretär dritter Klasse ernannt. Am 17. Oktober 1870 wurde er der Botschaft in London zugewiesen. Am 19. Januar 1973 wurde er der Vertretung der brasilianischen Regierung bei der Europäischen Wirtschaftsgemeinschaft in Brüssel zugewiesen.
Am 2. Januar 1976 legte er im Rahmen des Curso de Alto Estudios die Studie A aproximação com o Leste europeu: expectativa e resistências brasileiras refletidas na ação diplomática vor. Am 23. Januar 1986 erhielt er Exequatur als Generalkonsul in London. Ab 13. Januar 1990 leitete er in der präsidialen Verwaltung von Fernando Collor de Mello, die Abteilung soziale Angelegenheiten. Von 22. Mai 1997 bis 4. Januar 2001 war er Botschafter in Pretoria, wo er am 22. Mai 1997 zum nächsten Botschafter der Regierung in Port Louis (Mauritius) ernannt und am 17. Dezember 1997 zum nächsten Botschafter der Regierung in Maseru (Lesotho) ernannt wurde. Von 4. Januar 2001 bis 13. September 2004 war er Botschafter beim Heiligen Stuhl. Von 13. September 2004 bis 30. März 2010 war er Botschafter in Stockholm. Vom 23. November 2007 bis 30. März 2010 war er Botschafter in Athen.